# Irving H. Saypol
Irving H. Saypol (3 septembre 1905 - 30 juin 1977) est un avocat et juge américain du district de New-York.
Il a été impliqué à l'époque du Maccarthysme au début des années 1950 dans plusieurs procès contre des communistes, dont ceux de Alger Hiss, William Remington (en), Abraham Brothman, et celui des époux Rosenberg, . 